# Абхазская кухня

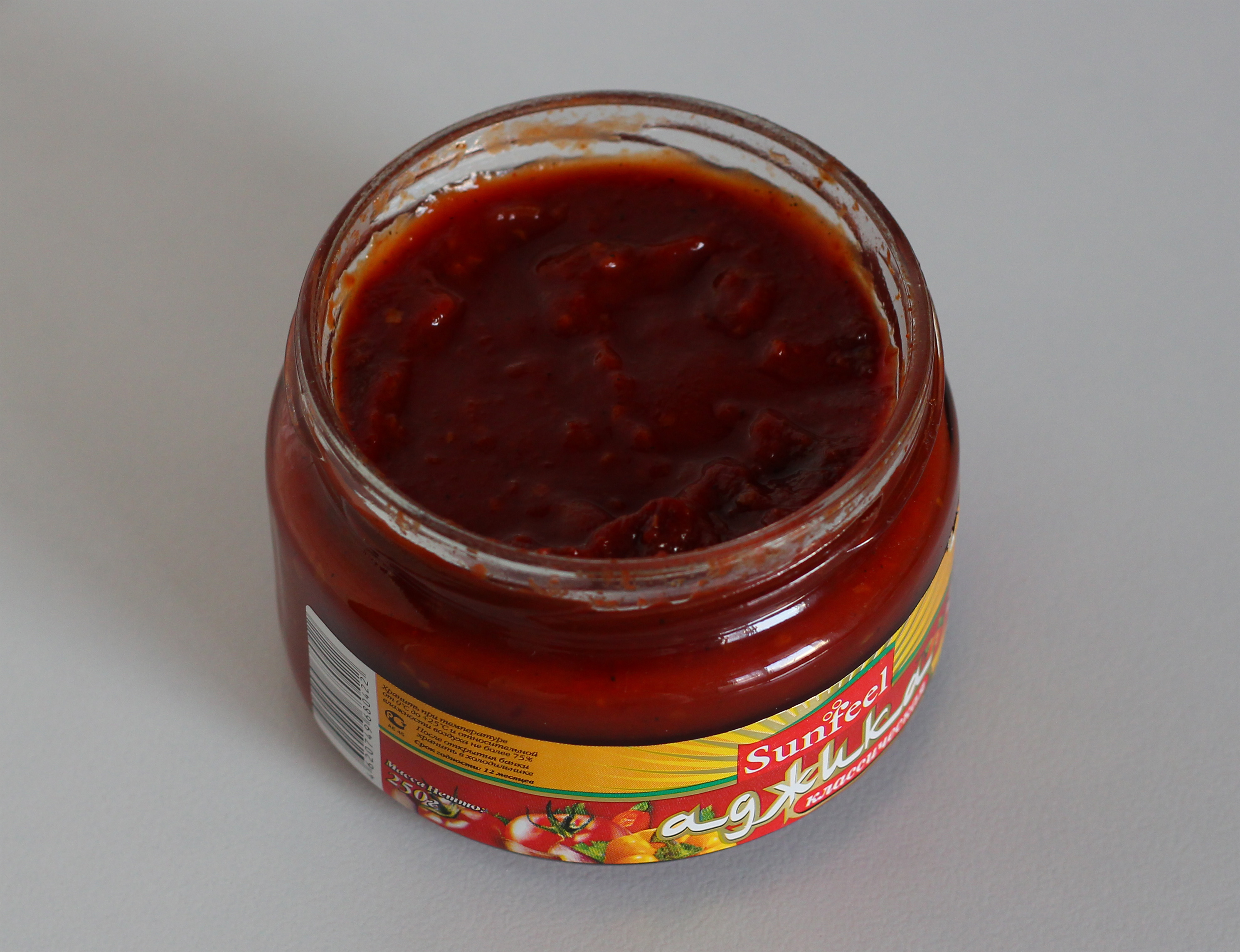
Аджика — национальное блюдо исконно абхазского происхождения

Абхазская кухня — кухня абхазов, сформировавшаяся на протяжении столетий под непосредственным влиянием природных и социально-экономических условий. Для абхазской кухни характерно широкое употребление в пищу бобовых (лобио), различных приправ — аджики, асадзбала или акохи (ткемали), кислого молока (мацони), яиц, овощей, фруктов, орехов.

## Национальные блюда и продукты
Преобладающие занятия абхазов — земледелие в сочетании с животноводством — обусловили значительную долю в рационе зерновых (просо, кукуруза) и молочных продуктов. Благоприятные условия для произрастания винограда, грецкого ореха, бахчевых, разнообразных овощей и фруктов сделали эти растительные продукты одними из традиционных компонентов абхазской кухни.
Этнограф Евгений Шиллинг писал: «Пища абхазов сравнительно с пищей северокавказских народов носит несколько иной характер. Там больше мяса, а также изобилует масло и другие продукты, здесь (у абхазов) преобладают фрукты, ягоды, орехи, вино и молочные продукты. А кушанья, уснащённые перцем, отличаются необыкновенной остротой».
Из растительных продуктов распространена фасоль, кольраби, свёкла, капуста, дикорастущие травы и растения (крапива, щирица, дикая петрушка, черемша, портулак, сассапариль и т. д.), каштаны, грецкие орехи, зелёный лук, чеснок, черемша, огурец, лук-порей, редька и репа. Распространена практика делать соления из огурцов, помидоров, кольраби и др. Традиционным блюдом является каша из кукурузной муки (или крупы) — абыста, которую подают с сыром и приправляют аджикой. Растительное масло появилось в обиходе в 1930—1940-е годы. Абхазы предпочитают употреблять в пищу ореховое масло.
Рыба мало распространена в абхазской кухне. В рационе абхазов также практически отсутствует конина, свинина, устрицы, грибы, раки, горячие жидкие блюда.

### Мучные блюда
В абхазской кухне два главных понятия — агуху (мучная пища) и ацыфа (всё, что с ней употребляется).
Основным мучным блюдом является мамалыга, изготавливаемая в настоящее время из кукурузной муки (ранее — из проса). Из неё же делают чуреки, которые могут начиняться сыром, грецкими орехами или мёдом, ашларкунту — мамалыгу, заправленную ореховым маслом, аиладж-мамалыгу, заправленную кисломолочным сыром, ачамыкву — мамалыгу, на молоке с сыром, халву, хлебцы и пр. Употребляются в пищу и молодые початки кукурузы в варёном или жареном виде.
Пшеничная мука значительно уступает кукурузной по распространённости в абхазской кухне. На основе пшеничной муки делают пирог с сыром (ачашв), пирожки и ряд других блюд, в том числе заимствованные восточные сладости.

### Молочные блюда
Молочные продукты также играют существенную роль в абхазской кухне. Употребляют преимущественно кислое (готовится из кипяченого молока с добавлением закваски) козье, коровье или буйволиное молоко, напитки из молока с мёдом, молока с водой. Из молока изготавливают сыры — ашвлагуан (сулугуни), ашвадза (кисломолочный сыр), ашвчапан (смесь первых двух с мятой и острым соусом из кислого молока), ачаюр или ахата ршвы (бурдючный пастообразный сыр), ахчат (сливки), ахача (подобие творожистой массы) и др. Цельное молоко в большей степени используется для приготовления теста и в детском питании.

### Мясные блюда
Из мясных блюд главное место занимают блюда из домашней птицы, преимущественно из кур: жареные на вертеле, колбасы, варёные куры и потроха. Реже употребляется индейка, очень редко утки и гуси. Из млекопитающих распространены блюда из козлятины, баранины, говядины, реже свинины. Распространено приготовление этих блюд на вертеле, с различными соусами, грецкими орехами, сырами. В целом для абхазской кухни больше характерно варёное, чем жареное мясо. Мясо птицы абхазы больше употребляют в летнее время, а говядину и свинину — зимой.

### Соусы и приправы
Большое значение в абхазской кухне имеет аджика — национальное блюдо исконно абхазского происхождения. Об этом говорит само слово «А-джьыка» (досл. соль) которое происходит из абхазского языка, и в свою очередь слово появилось от «Апырпыл-джьыка» (перец-соль), именно так абхазы раньше называли аджику. Ей заправляются салаты, употребляют с мясными и молочными продуктами, дынями, она лежит в основе приготовления ряда других острых соусов — плодово-ягодных из алычи, барбариса, ежевики, граната, зелёного винограда, томатов и др., из грецкого ореха (эти соусы подаются к мясным блюдам). Для молочных и мучных блюд изготавливается соус из кислого молока. Аджика отчасти заменяла абхазам дефицитную соль.
Практически любое блюдо абхазской кухни обильно сдабривается пряностями (главные из которых кориандр, чабер, базилик, мята, укроп, петрушка и др.). Это одна из отличительных черт национальной абхазской кухни. Ещё одной особенностью является большое распространение грецких орехов, входящих в состав многих блюд. Из ореха также готовят острую приправу — акачпей, или ореховое масло. Из дикорастущей лещины абхазы готовят традиционную сладость — аджинджухо (орехи в застывшем виноградном соке).